# یولن آگیرزابالا

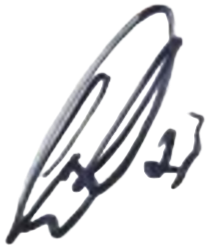
امضا یولن آگیرزابالا

یولن آگیرزابالا (اسپانیایی: Julen Agirrezabala‎؛ زادهٔ ۲۶ دسامبر ۲۰۰۰) بازیکن فوتبال اهل اسپانیا است که در پست دروازه‌بان در باشگاه فوتبال اتلتیکو بیلبائو‌ بازی می‌کرد.
وی همچنین در تیم ملی فوتبال زیر ۲۱ سال اسپانیا بازی کرده‌است.

## دوران حرفه‌ای
آگیرزابالا که در سان سباستیان، استان گیپوسکوا، سرزمین باسک به دنیا آمد، در سال ۲۰۱۸ از آنتیگوکو به جوانان اتلتیک بیلبائو پیوست. وی اکنون در تیم بزرگسالان اتلتیک بیلبائو بازی می کند. در جریان برد 3-0 این تیم مقابل اتلتیکو مادرید در کوپا دل ری سال 2024 این دروازه بان نقش بسیار خیره کننده ای را داشت.